# Samsung Galaxy Note 9
El Samsung Galaxy Note 9 es un teléfono inteligente Android de gama alta diseñado y desarrollado por Samsung Mobile, forma parte de la gama Samsung Galaxy Note. Fue presentado el 9 de agosto de 2018 y es el sucesor del Samsung Galaxy Note 8.

## Historia
Muchas de las características del Galaxy Note 9 fueron filtradas antes del lanzamiento oficial, incluyendo el S-Pen. El 27 de junio de 2018, Samsung envió las invitaciones para su próximo evento de "Unpacked", donde se muestra una imagen del S-Pen de oro.Según el anuncio, la presentación sería el 9 de agosto de 2018.
El 15 de julio de 2018
, se publicó una imagen del CEO de Samsung Dongjin Koh sosteniendo un Galaxy Note 9.
El 2 de agosto de 2018, se publicó una foto de la caja del Galaxy Note 9.

## Especificaciones

### Hardware

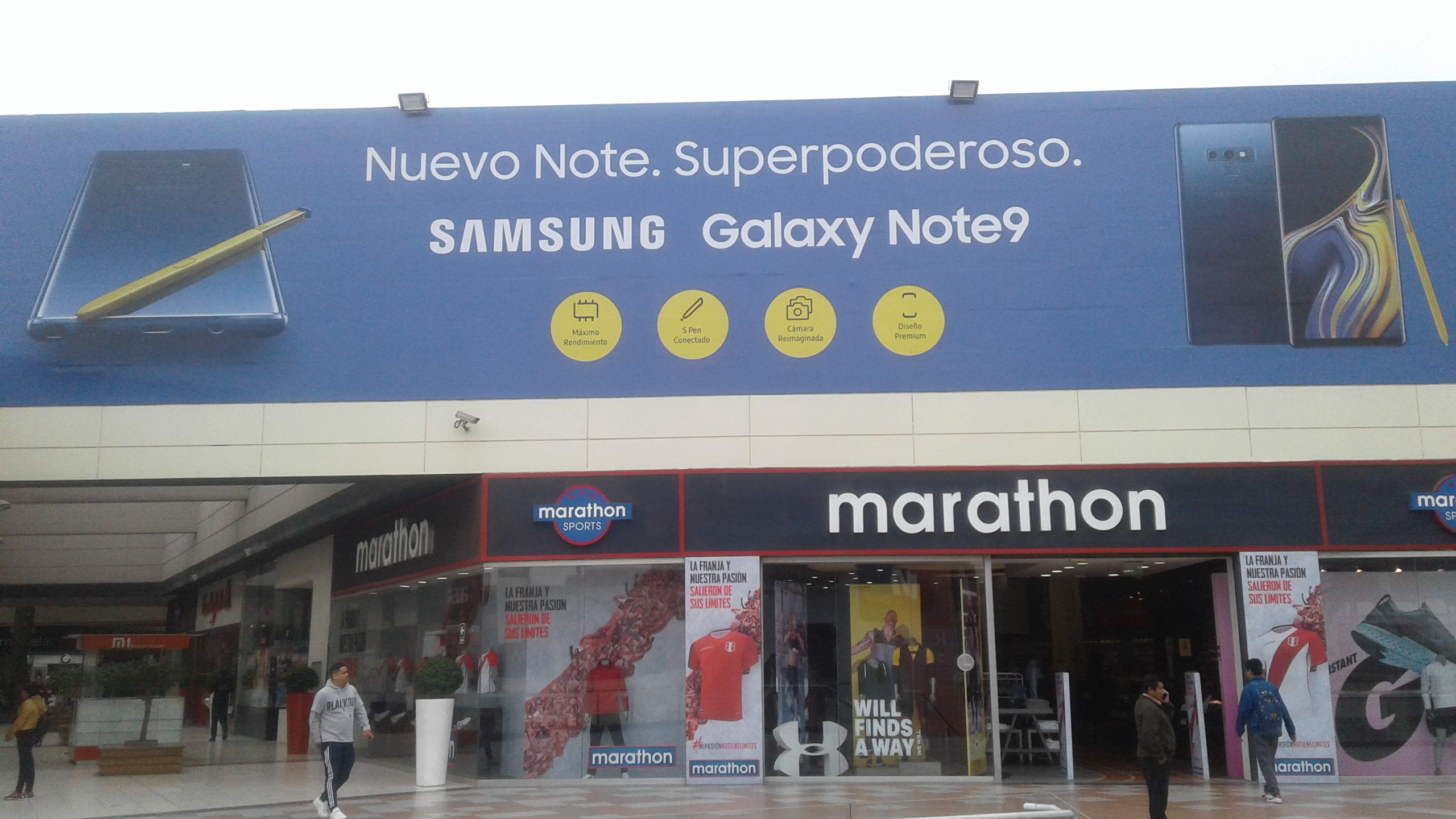
Imagen publicitaria del Samsung Galaxy Note 9.

El Galaxy Note 9 tiene una pantalla de 6.4 pulgadas con resolución Quad HD (1440p) y una pantalla Super AMOLED con una relación de aspecto de 18.5:9. El diseño frontal es muy similar al Galaxy Note 8, utiliza la misma pantalla Infinity Display:
El Note 9 tiene un SoC Qualcomm Snapdragon 845 (en Estados Unidos, Canadá, Japón, China y América Latina) o un SoC Samsung Exynos 9810 (resto del mundo). Tiene 2 modelos uno de 128 GB de almacenamiento y otro de 512 GB. El modelo de 128 GB tiene 6 GB de RAM, en cambio el modelo de 512 GB tiene 8 GB de RAM. Todos los modelos tienen una ranura microSD que puede soportar hasta 512 GB, en el modelo de 512 GB (interno), soporta microSD de hasta 1 TB.
El Note 9 también tiene resistencia al agua IP68 y un puerto USB-C con compatibilidad para Samsung DeX sin ningún accesorio adicional. El teléfono también tiene un puerto de auriculares 3.5.mm junto con altavoces estéreo con soporte para Dolby Atmos.
El Note 9 tiene capacidades de carga rápida con la tecnología estándar Qi.
El Note 9 también tuvo una gran mejora en la batería, tiene una batería de 4000 mAh, la cual anteriormente solo estuvo disponible en las variantes "Active" del Galaxy S7 y S8.
El dispositivo utiliza una cámara dual, uno de los lentes tiene una apertura dual (f/1.5 y f/2.4), es un sistema simular al de la cámara del Galaxy S9+, pero la cámara dual fue configurado horizontalmente en vez de verticalmente, similar al sistema del Galaxy Note 8.
El sensor de huellas digitales fue movido debajo de la cámara (al igual que el Galaxy S9 y S9+).
También tiene un tubo de calor de carbono y agua el cual permite sesiones largas de juegos sin problemas.

#### S-Pen
Uno de los mayores cambios en el Galaxy Note 9 es el S-Pen. El S-Pen ahora tiene funciones Bluetooth, el cual permite controlar el dispositivo de forma remota, por ejemplo: presionar el botón para navegar entre las fotos. Los desarrolladores de terceros también pueden implementar esta nueva función en sus aplicaciones a través de un SDK oficial.
El S-Pen también tiene una batería que es cargada cuando el S-Pen está en el dispositivo, Samsung dice que el S-Pen dura hasta 30 minutos y sólo requieren 40 segundos de carga.

### Software
El Galaxy Note 9 tiene Android 8.1 Oreo con la interfaz de Samsung Experience 9.5. y a partir de marzo de 2019 ya se puede utilizar Android pie trayendo consigo la nueva interfaz One IU de Samsung y el asistente bixby en Español.
El software de la cámara también ha sido mejorado y ahora incluye un sistema que reconoce los errores durante la última foto.